# Gran Premi del Japó del 2003
Resultats del Gran Premi del Japó de Fórmula 1 de la temporada 2003 disputat al circuit de Suzuka el 12 d'octubre del 2003.

## Resultats
| Pos | No | Pilot                 | Equip              | Voltes | Temps/ Retirada   | Pos. de sortida | Punts |
| --- | -- | --------------------- | ------------------ | ------ | ----------------- | --------------- | ----- |
| 1   | 2  | Rubens Barrichello    | Ferrari            | 53     | 1h 25' 11. 743    | 1               | 10    |
| 2   | 6  | Kimi Räikkönen        | McLaren - Mercedes | 53     | + 11.085 s        | 8               | 8     |
| 3   | 5  | David Coulthard       | McLaren - Mercedes | 53     | + 11.614 s        | 7               | 6     |
| 4   | 17 | Jenson Button         | BAR - Honda        | 53     | + 33.106 s        | 9               | 5     |
| 5   | 7  | Jarno Trulli          | Renault            | 53     | + 34.269 s        | 20              | 4     |
| 6   | 16 | Takuma Sato           | BAR - Honda        | 53     | + 51.692 s        | 13              | 3     |
| 7   | 21 | Cristiano da Matta    | Toyota             | 53     | + 56.794 s        | 3               | 2     |
| 8   | 1  | Michael Schumacher    | Ferrari            | 53     | + 59.487 s        | 14              | 1     |
| 9   | 9  | Nick Heidfeld         | Sauber - Petronas  | 53     | + 1' 00.159 min.  | 11              |       |
| 10  | 20 | Olivier Panis         | Toyota             | 53     | + 1' 01.844 min.  | 4               |       |
| 11  | 14 | Mark Webber           | Jaguar - Cosworth  | 53     | + 1' 11.005 min.  | 6               |       |
| 12  | 4  | Ralf Schumacher       | Williams - BMW     | 52     | + 1 Volta         | 19              |       |
| 13  | 15 | Justin Wilson         | Jaguar - Cosworth  | 52     | + 1 Volta         | 10              |       |
| 14  | 12 | Ralph Firman          | Jordan - Ford      | 51     | + 2 Voltes        | 15              |       |
| 15  | 19 | Jos Verstappen        | Minardi - Cosworth | 51     | + 2 Voltes        | 17              |       |
| 16  | 18 | Nicolas Kiesa         | Minardi - Cosworth | 50     | + 3 Voltes        | 18              |       |
| Ret | 11 | Giancarlo Fisichella  | Jordan - Ford      | 33     | Sense combustible | 16              |       |
| Ret | 8  | Fernando Alonso       | Renault            | 17     | Motor             | 5               |       |
| Ret | 10 | Heinz-Harald Frentzen | Sauber - Petronas  | 9      | Motor             | 12              |       |
| Ret | 3  | Juan Pablo Montoya    | Williams - BMW     | 9      | Hidràulics        | 2               |       |

## Altres
- Pole: Rubens Barrichello 1' 31. 713

- Volta ràpida: Ralf Schumacher 1' 33. 408 (a la volta 43)